# Jörg Manfred Mössner
Jörg Manfred Mössner (* 1. Oktober 1941 in Köln) ist ein deutscher Rechtswissenschaftler. Mössner war von 1983 bis 2006 Professor an der Universität Osnabrück und seit 1986 Direktor des dortigen Instituts für Finanz- und Steuerrecht. Von 2007 bis 2016 war Mössner als Steuerberater bei PricewaterhouseCoopers tätig.

## Leben
In den Jahren 1961 bis 1965 studierte Mössner Rechts- und Wirtschaftswissenschaften in Köln und München. Nach seiner Promotion an der Universität zu Köln mit einem Thema über die Begegnung von abendländischem und islamischem Recht war Mössner Akademischer Rat am Institut für ausländisches öffentliches Recht und Völkerrecht der Universität zu Köln (Direktor des Instituts war Seidl-Hohenveldern). Dort befasste er sich schwerpunktmäßig mit dem Thema „Vergleichende Analyse der gerichtlichen Kontrolle der Außenpolitik“. 1970/1971 war Mössner Mitglied der Vorbereitungskommission juris.
1973 erfolgte seine Berufung auf die Professur für öffentliches Recht und Völkerrecht an der Hochschule der Bundeswehr in Hamburg. Von 1973 bis 1975 und 1978/1979 war Mössner Dekan des dortigen Fachbereichs Wirtschafts- und Organisationswissenschaften. In den Jahren 1977/1978 befasste sich Mössner vor allem mit dem Humanitären Völkerrecht.
Ab 1983 war Mössner Professor für öffentliches Recht, Steuerrecht und Rechtsinformatik an der Universität Osnabrück, ab 1986 auch Direktor des dort neugegründeten Instituts für Finanz- und Steuerrecht. Neben seiner Hochschultätigkeit war Mössner in den Jahren 1986 bis 2000 Richter am Niedersächsischen Finanzgericht. Zu dieser Zeit war er auch als Professor an der Université Paris II Panthéon-Assas tätig. Mössner war seit 1988 aktiv in der grenzüberschreitenden Vernetzung der Steuerrechtsprofessoren, was dann gemeinsam mit dem von Joachim Lang (Köln) und Dieter Birk (Münster) 1996 gegründeten Academic Committee of European Taxation (ACET) 1998 zur Gründung der European Association of Tax Law Professors (EATLP) führte, deren Vorsitzender Mössner von 1998 bis 2006 war.
In den Jahren 1996 bis 2006 war Mössner zudem Gastprofessor an den Universitäten Stockholm, New York University, Boston College, Cambridge Queen’s College, Tilburg, Leuven, Wirtschaftsuniversität Wien, Bocconi Universität Mailand, Athen und Bergamo. Aktuell unterrichtet er an der Universität Hamburg im Rahmen des Masterstudienganges International Taxation Europäisches Steuerrecht.
Mössner war Vorstandsmitglied der Deutschen Vereinigung für Internationales Steuerrecht (1990 bis 2006), Mitglied des Permanent Scientific Committee der International Fiscal Association (1994 bis 2006), Mitglied der Wissenschaftlichen Beiräte von Arthur Andersen, Ernst & Young, PricewaterhouseCoopers sowie Vorsitzender des Wissenschaftlichen Arbeitskreises des Deutschen Wissenschaftlichen Instituts der Steuerberater (DWS). Außerdem hat Mössner als Mitglied in zahlreichen Arbeitskreisen (z. B. Leitbild der Freien Berufe) mitgewirkt. Mössner ist Mitglied der Lenkungsgruppe „Neues Steuergesetzbuch“ der Stiftung Marktwirtschaft (Vorsitzender der Arbeitsgruppe Kommunalfinanzen). Zur Anerkennung seiner Verdienste um das Steuerrecht in Europa findet alle zwei Jahre die „Manfred Mössner Lecture“ statt.
Einen Schwerpunkt seiner Arbeit legte Mössner stets auf die Verbesserung der universitären Ausbildung im Steuerrecht, was ihm vor allem mit der Gründung des weltweit ersten Postgradualen Studienganges in Steuern (LL.M. Taxation) im Jahre 1992 in Osnabrück gelang.

## Forschungsschwerpunkte
Der Forschungsschwerpunkt von Mössner liegt im Bereich des Internationalen Steuerrechts. Aufbauend auf den Forschungen von Klaus Vogel hat er seit 1967 zahlreiche Beiträge zu den Grundfragen des Internationalen Steuerrechts publiziert. Vor allem die Trennung von Sach- und Kollisionsnormen mit ihren unterschiedlichen Funktionen ist sein Hauptbeitrag. In jüngerer Zeit gewinnt das Europäische Steuerrecht zunehmend Bedeutung in seinen Publikationen.
Ein zentraler Punkt war für Mössner, dass der Eingriff durch Steuern nur aufgrund klar definierter Rechtsgrundlagen erfolgen darf. Durch seine Lehrer Karl Engisch, Ulrich Klug und Joseph Bochenski wurde sein Bewusstsein für exakte Methodik und logische Sauberkeit geprägt. Dies hat er in seinen Vorlesungen immer betont und versucht, den Studenten nahe zu bringen. Dieses Bemühen hat durchgängig seine Publikationen geprägt.

## Publikationen
Neben zahlreichen wissenschaftlichen Beiträgen in Fachzeitschriften (über 200) sind insbesondere die folgenden selbständigen Publikationen zu nennen:
- Die Völkerrechtspersönlichkeit und die Völkerrechtspraxis der Barbareskenstaaten (Algier, Tripolis, Tunis 1518–1830) (= Neue Kölner Rechtswissenschaftliche Abhandlungen. H. 58). De Gruyter, Berlin 1968 (Dissertation, Universität Köln, 1968).
- Einführung in das Völkerrecht. Beck, München 1977.
- Staatsrecht: Studienbuch. Werner, Düsseldorf 1977; 2. Auflage 1985.
- Rechtsprechungs-Report internationales Steuerrecht: Rechtsprechung der Jahre 1980–1989 mit Kommentierung und zusätzlichen Hinweisen auf die Rechtsprechung ab 1925. Verlag Neue Wirtschafts-Briefe, Herne/Berlin 1991.
- Steuerrecht international tätiger Unternehmen: Handbuch der Besteuerung von Auslandsaktivitäten inländischer Unternehmen und von Inlandsaktivitäten ausländischer Unternehmen. Schmidt, Köln 1992; 5. Auflage 2018
- KStG Kommentar, Herausgabe gemeinsam mit S. Seeger und Kommentierung der §§ 9, 12, 26 - 29, 3. Auflage 2016, NWB Verlag, Herne

Zudem ist Mössner Herausgeber und Mitherausgeber verschiedener Zeitschriften, Schriftenreihen und Kommentare.